# Richard Burchett

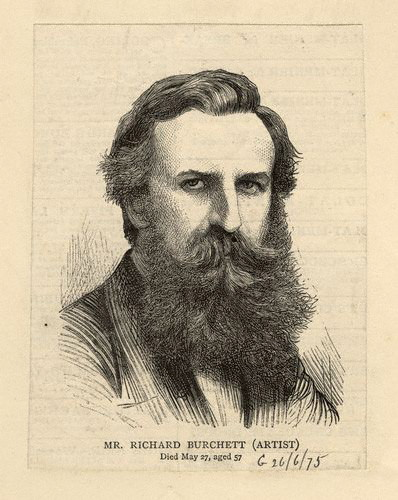
Portret van Richard Burchett, 1875, National Portrait Gallery, Londen

Richard Burchett (Brighton 1815 – Dublin, 1875) was een Brits kunstschilder. vooral bekend om zijn historische taferelen. In zijn latere periode wordt hij wel geassocieerd met de Prerafaëlieten.

## Leven en werk
Burchett werd aanvankelijk opgeleid tot ontwerper en groeide later uit tot een prominente figuur in het Engelse kunstonderwijs. Hij schreef diverse methodes en tekstboeken en zou uiteindelijk twintig jaar lang als hoofddocent verbonden blijven aan wat later de Royal College of Art zou worden.
Als schilder maakte Burchett vooral naam met een aantal grote historische taferelen die tussen 1847 en 1873 geëxposeerd werden bij de Royal Academy of Arts. Typerende voorbeelden zijn Erasmus and Thomas More visit the children of Henry VII (1863) en Sanctuary (1867), beide geschilderd in de stijl der Prerafaëlieten. Ook schilderde hij landschappen, waarvan View across Sandown Bay, Isle of Wight (1855) wel het bekendste is, en verzorgde hij een aantal wanddecoraties, onder andere in het Palace of Westminster en het Victoria and Albert Museum te Londen.

## Galerij

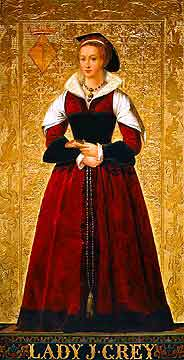
Lady Jane Grey (1854-1860)
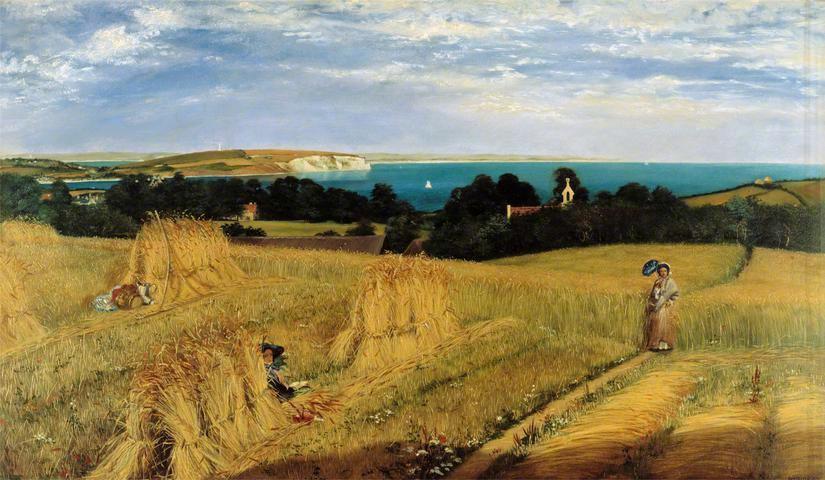
View across Sandown Bay, Isle of Wight (1855), Victoria and Albert Museum, Londen
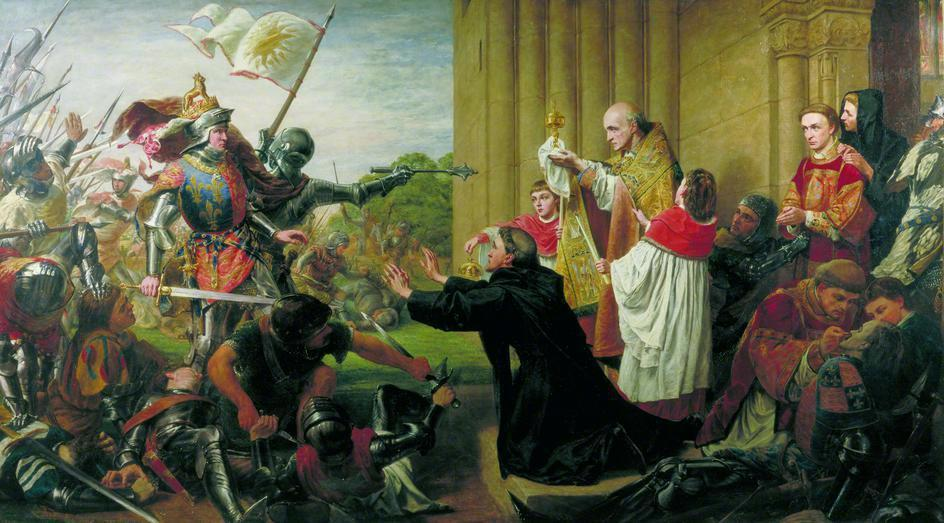
Sanctuary (1867), Guildhall Art Gallery, Londen
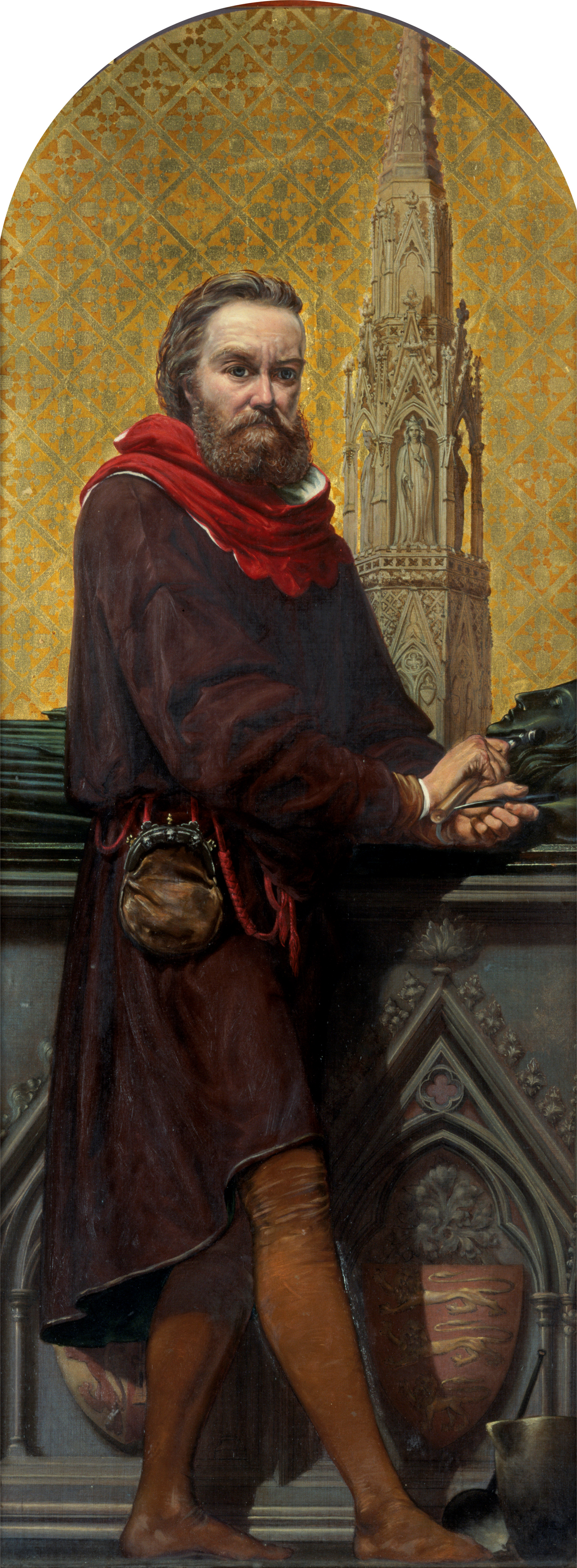
William Torrel (1291–1303), mozaïekontwerp voor Victoria and Albert Museum, 1868